# Исчезнувшие населённые пункты Мордовии
Исчезнувшие населённые пункты Мордовии — селения, существовавшие на территории современной Республики Мордовия.
В силу разных причин они были покинуты жителями, или включены в состав других населённых пунктов.

### 2011 год
- д. Петровка[1];
- в Дубенском районе: посёлок Осиповка Енгалычевского сельсовета;
- в Ельниковском районе: деревню Бриловский завод Новоямского сельсовета;
- в Ичалковском районе: посёлки Миндра Лобаскинского сельсовета; Васильевка Оброчинского сельсовета;
- в Кадошкинском районе: посёлок Новые Авгуры рабочего посёлка Кадошкино; деревни Экономические Полянки Глушковского сельсовета; Студёный Ключ Пушкинского сельсовета;
- в Краснослободском районе: деревню Новые Буты Старосиндровского сельсовета[2].

### 2009 год
- в Ардатовском районе: пос. Заря, д. Анютино[3]

### 2007 год
- в Атюрьевском районе: село Шалы Аргинского сельсовета, деревни Лесная Аргинского сельсовета, Сафаровка Большешуструйского сельсовета, Куриловка Новочадовского сельсовета;
- в Зубово-Полянском районе: посёлки Крым-Гроза Анаевского сельсовета, Беляевка Ачадовского сельсовета, Анаевский лесоучасток Вадово-Селищинского сельсовета, деревню Песчанка Мордовско-Полянского сельсовета;
- в Инсарском районе: посёлок Старая Александровка Лухменско-Майданского сельсовета, деревни Михайловка Мордовско-Паевского сельсовета, Сенгилейка Мордовско-Паевского сельсовета, Тумола Нижневязерского сельсовета, Жедрино Новлейского сельсовета;
- в Ичалковском районе: деревню Кочкари Кендянского сельсовета, посёлки Мильгуново Парадеевского сельсовета, Семёновка Смольненского сельсовета, Красный Яр Тархановского сельсовета;
- в Ковылкинском районе: деревню Старая Резеповка Польцовского сельсовета;

в Старошайговском районе: посёлки Красновка Ирсетьского сельсовета, Фёдоровка Старошайговского сельсовета.

### 2004 год
- в Ичалковском районе: Петровка[5]

### 2003 год
- в Ардатовском районе: пос. Ульяновка Кученяевского сельсовета; д. Вихляевка Силинского сельсовета[6];
- в Атяшевском районе: пос. Дружный Вежне-Чукальского сельсовета;
- в Ельниковском районе: пос. Новодевиченские Выселки Надеждинского сельсовета; с. Новые Русские Пошаты Новоковыляйского сельсовета; д. Тумановка Новоковыляйского сельсовета; пос. Каменнобродские Выселки Старотештелимского сельсовета;
- в Инсарском районе: д. Старая Петровка Мордовско-Паевского сельсовета;
- в Рузаевском районе: д. Кочетовка Перхляйского сельсовета;
- в Старошайговском районе: пос. Горелый Верякушинского сельсовета; пос. Красная Уржа Краснопоселковского сельсовета; д. Мигачевка Краснопоселковского сельсовета; д. Каргалейка Шигоньского сельсовета.

### 1996 год
- в Рузаевском районе: д. Трусовка.

## 1961
Воскресенская Лашма — село Ковылкинского района вошло в черту города Ковылкино.